# Gaspare Weiß
Gaspare Weiß, eigentlich Gasparo Bianchi (* 1772 in Telve di Sopra; † 5. Mai 1852 in Dresden) war ein italienischstämmiger Kunsthändler und Verleger in Berlin und Dresden.

## Leben
Gaspare (Caspar) Weiß stammte aus Telve di Sopra bei Valsugana im italienischen Tirol. Ende des 18. Jahrhunderts kam er mit seinen Brüdern Giovanni Battista (Johann Baptist) und Isidoro (Isidor) nach Berlin, wo sie in Berliner Familien einheirateten. Ab 1799 veröffentlichten sie Druckerzeugnisse. 1802 und 1806 sind Gaspare und Isidor in der Leipziger Straße als Kupferstichhändler genannt. Gaspare übernahm die Buch- und Kunsthandlung von Louis-François Mettra (1738–1804) und ist ab 1812 Unter den Linden 34 als Inhaber der „Kunsthandlung Gaspare Weiß & Comp.“ nachweisbar, während sein Bruder Baptist eine Kunsthandlung in der Mohrenstraße 17 betrieb und sein Bruder Isidor nach Warschau gegangen sein soll. 1810 reiste Gaspare nach Venedig. 1814 war er, zusammen mit Aloys Hirt, Johann Gottfried Schadow, Wilhelm Uhden und seinem Konkurrenten Ludwig David Jacoby, Mitbegründer des Berliner Kunstvereins und Mitinitiator einer Ausstellung.
1816 eröffnete er ein Museum. 1821/22 hielt er sich längere Zeit in der Lombardei und in Venetien auf. Als langjähriger Kommissionär Edward Sollys hatte er gute Kenntnisse erworben und brachte von dort und aus der Schweiz ausgesuchte Gemälde und Kupferstiche mit. 1823 zog seine Kunsthandlung in das Haus Unter den Linden 30. 1825 eröffnete er eine zweite Kunsthandlung in Dresden, wohin er um 1838 übersiedelte. 1851 wurden dort noch Gemälde aus seinem Besitz versteigert.